# Stefan Rieß
Stefan Rieß (* 9. Dezember 1988 in Nördlingen) ist ein deutscher ehemaliger Fußballspieler.

## Karriere
Der kräftige Mittelfeldspieler begann das Fußballspielen beim FV Utzmemmingen. Später war er in der Jugend des TSV Nördlingen und spielte danach in der Jugendabteilung des FC Augsburg. Bereits 2003, im Alter von 14 Jahren, gelangte er in die Jugendabteilung des FC Bayern München. Den aufgrund guter Leistungen in den Jugendmannschaften 2007 für die Reservemannschaft angebotenen Zweijahresvertrag unterschrieb er und gab daraufhin seinen Einstand am 3. August 2007 (2. Spieltag) bei der 2:3-Niederlage bei den Löwen, als er in der 85. Minute für Tom Schütz eingewechselt wurde. Seine weiteren vier Spiele waren ebenfalls von kurzer Dauer – bedingt durch kurzfristige Einwechslungen.
Seinen Einstand in der neugeschaffenen 3. Liga gab Rieß am 23. August 2008 (4. Spieltag) beim 1:0-Auswärtssieg gegen Eintracht Braunschweig mit Einwechslung für Marco Stier in der 77. Minute. Sein erstes Tor erzielte er am 9. Mai 2009 (35. Spieltag) beim 4:0-Heimsieg über Kickers Emden. Am 8. Mai 2010 (38. Spieltag) – vor der 1:4-Niederlage im Auswärtsspiel gegen Kickers Offenbach – wurde er vom FC Bayern München verabschiedet.
Im Sommer 2010 unterzeichnete das Talent einen Einjahresvertrag beim Karlsruher SC, für den er am 28. November 2010 beim 4:0-Sieg im Heimspiel gegen Rot-Weiß Oberhausen nicht nur seinen Einstand gab, sondern auch sein einziges Zweitligaspiel absolvierte. Da sein Vertrag nicht über das vereinbarte Jahr hinaus verlängert wurde, wechselte er daraufhin zum österreichischen Zweitligisten FC Lustenau 07, bei dem er zum Stammspieler avancierte und zu überzeugen wusste. Bei seinem Debüt am 12. Juli 2011 (1. Spieltag) beim 1:1-Unentschieden im Heimspiel gegen LASK Linz gelang ihm mit einem direkten Freistoß in der 70. Minute nicht nur der Endstand, sondern auch sein erstes Tor. Sein letztes Ligaspiel absolvierte er am 9. März 2012 (23. Spieltag) bei der 0:3-Niederlage im Heimspiel gegen den SV Grödig. Nach einem Kreuzbandriss im Mai 2012 fiel er ein Jahr aus. Er blieb vereinslos bis zum Januar 2014, dann schloss er sich dem bayerischen Landesligisten TSV 1861 Nördlingen an, bei dem er bis Ende 2016 unter Vertrag blieb.

## Erfolge
- Deutscher A-Junioren-Vizemeister 2006, 2007